# Sarnen
Sarnen – miejscowość i gmina w środkowej Szwajcarii, stolica i największa gmina kantonu Obwalden. Oddalona ok. 20 km od Lucerny. Leży nad jeziorami Sarnersee oraz Wichelsee. Powierzchnia gminy wynosi 73,11 km²

## Demografia
W Sarnen mieszka 10 650 osób. W 2021 roku 15,9% populacji gminy stanowiły osoby urodzone poza Szwajcarią. 

## Transport
Przez teren gminy przebiegają autostrada A8 oraz drogi główne nr 4, nr 375 i nr 377. 
Znajduje się tutaj również lotnisko Kägiswil (LSPG). 